# Lommel
Lommel este un oraș din regiunea Flandra din Belgia. Suprafața totală este de 102,37 km². La 1 ianuarie 2008 comuna avea o populație totală de 32.917 locuitori. 